# Taraso-Hrîhorivka, Ciîhîrîn
Taraso-Hrîhorivka (în ucraineană Тарасо-Григорівка) este un sat în comuna Verșați din raionul Ciîhîrîn, regiunea Cerkasî, Ucraina.

## Demografie
Componența lingvistică a localității Taraso-Hrîhorivka
     Ucraineană (93,17%)
     Rusă (3,73%)
     Română (2,48%)
     Alte limbi (0,62%)
Conform recensământului din 2001, majoritatea populației localității Taraso-Hrîhorivka era vorbitoare de ucraineană (93,17%), existând în minoritate și vorbitori de rusă (3,73%) și română (2,48%).